# Madame de Montesson
Charlotte Jeanne Béraud de La Haye de Riou (1738 - 1806), marquesa de Montesson, va ser una dona pertanyent a la noblesa francesa va ser primer l'amant i després l'esposa de Lluís Felip d'Orleans (IV duc d'Orleans) cosí del rei Lluís XV de França.
La seva família era noble originària de la Bretanya. Charlotte Jeanne Béraud de La Haye de Riou es casà als 16 anys, 1754, amb Jean Baptiste de Montesson, marqués de Montesson, que en tenia 67. Ell la va introduir a la cort de Versailles.
Madame de Montesson restà vídua l'any 1769.
Després de la mort de la duquessa d'Orléans el 1759, es va casar amb Louis Philippe d'Orléans (1725-1785) dit «le Gros», duc d'Orléans en un matrimoni morganàtic i el rei Lluís XV no va permetre que accedís al títol de duquessa.
La benedicció nupcial va ser donada a la capella de l'hotel de Madame de Montesson pel capellà de l'església parisenca de Saint-Eustache d'on ella era parroquiana.

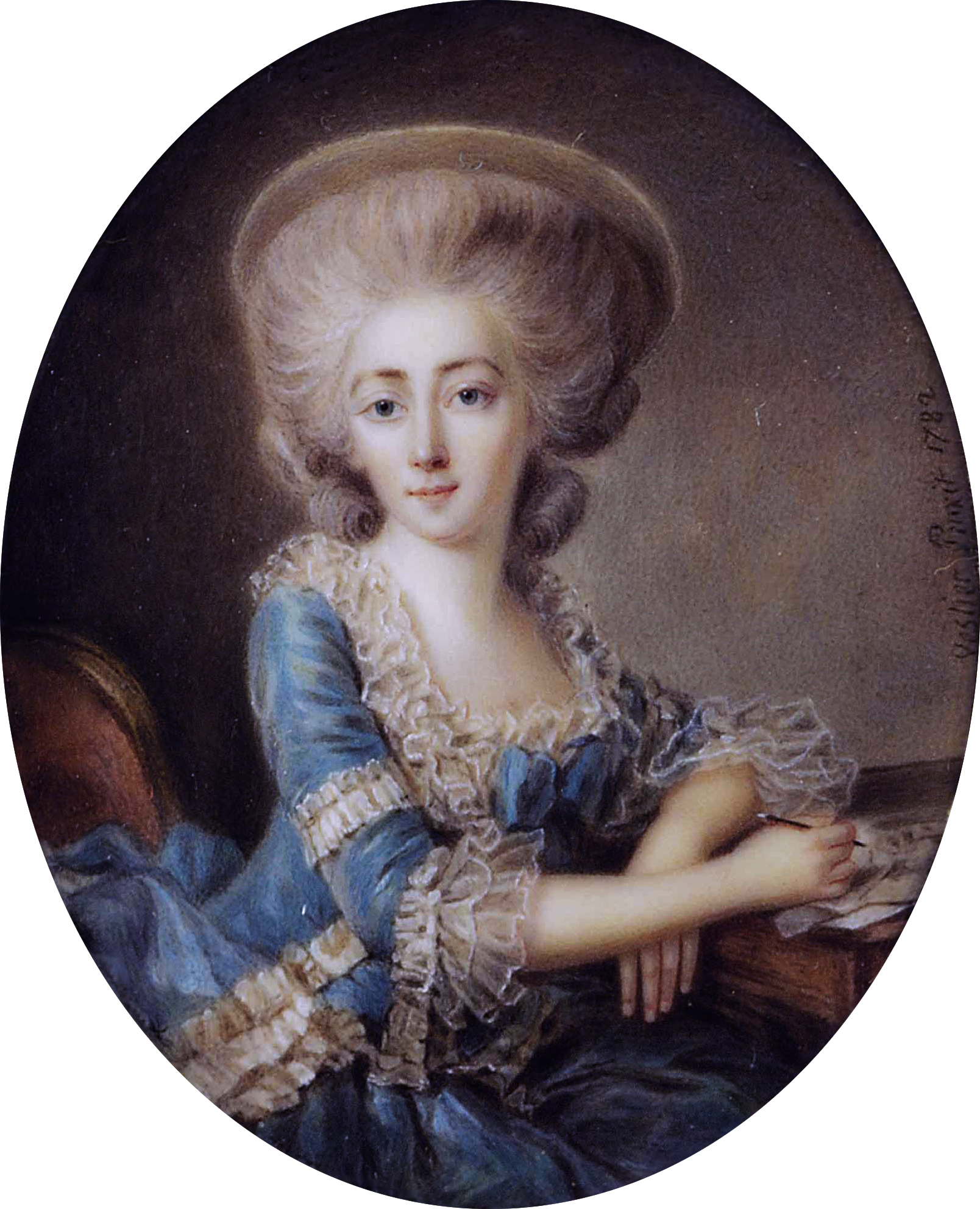
Madame de Montesson (Antoine Vestier)

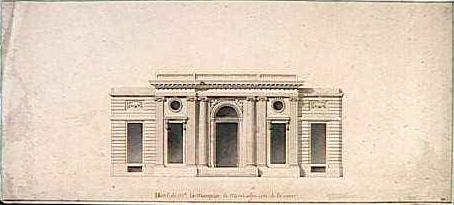
Hôtel de Montesson

Madame de Montesson tenia una gran passió pel teatre i va donar el seu suport a una sèrie d'autors teatrals.
Ella mateixa va escriure petites comèdies. La seva neboda Madame de Genlis opinava que eren obres mediocres.
Al final de la vida del duc d'Orléans, Madame de Montesson va prendre per amant al jove comte de Valence
Durant la Revolució francesa, Louis XVI signà elmes de juliol de 1792 un acte pel qual reconeixia els drets com esposa del duc d'Orléans.
Va ser breument empresonada durant el Regnat del Terror però va ser alliberada durant la caiguda de Robespierre. Va ser amiga de l'Emperadriu Joséphine i va tenir un saló literari brillant.
Va rebre lliçons de física i de química de Claude Louis Berthollet i Pierre-Simon de Laplace